# Герб Будённовского муниципального округа
Герб Будённовского муниципального округа Ставропольского края Российской Федерации — опознавательно-правовой знак, составленный и употребляемый в соответствии с правилами геральдики, служащий одним из официальных символов муниципального образования.
Утверждён решением от 28 июня 2007 года № 27/189 как герб Будённовского муниципального района; внесён в Государственный геральдический регистр Российской Федерации с присвоением регистрационного номера 3891.
Решением от 1 февраля 2021 года № 7/98-I переутверждён как герб Будённовского муниципального округа. 6 июля 2021 года зарегистрирован в Государственном геральдическом регистре с сохранением регистрационного номера.

## Описание и символика
Геральдическое описание герба (блазон) гласит:

«Листовидно» скошенный справа, в виде справа виноградной грозди и слева вверху трёх золотых головок пшеничного колоса, зелёно-золотой щит.— Решение Думы Будённовского муниципального округа от 1 февраля 2021 года № 7/98-I
Герб округа является гласным (говорящим). Листовидное скошение в виде грозди винограда и головок остой пшеницы, разделяющее щит на две части, сообщает гербу гласность, а волнообразность очертаний этой фигуры призвана напоминать о водных объектах Будённовского округа, в том числе реках Куме и Подкумке. Содержательная идея герба также связана с историческим преданием, согласно которому светлейший князь Г. А. Потёмкин в период строительства Азово-Моздокской укреплённой линии посетил «местечко со старинным ордынским названием „Маджары“», располагавшееся на территории, впоследствии отошедшей к современному округу, где «отведал вино местного производства, которое восхитило его своими вкусовыми качествами и поразительным сходством со знаменитыми винами из французской провинции Бургундии». Потёмкин решил отправить бочонок с этим вином Екатерине II, предложив императрице угадать место его изготовления. Спустя некоторое время Екатерина прислала князю письмо с «вопросом: откуда же Светлейший в столь глухой по тем временам южно-российской провинции смог достать отменного „Бургундского“ вина?». И тогда Потёмкин в ответном послании открыл императрице правду о происхождении своего подарка: «Сие вино изготовлено из местного винограда, по местным же рецептам».
В основе композиции герба применена схема Андреевского креста, отправляющая к «ранним христианским преданиям о том, что маршрут Андрея Первозванного с проповедью христианства в среде язычников в значительной степени проходит по нынешней территории Ставропольского края». Ещё бо́льшую обоснованность крестообразной композиции придаёт тот факт, что город Будённовск, являющийся административным центром района, в прошлом носил название «Святой Крест». Три пшеничных колоса, помещённые в левую часть гербового щита, символизируют Святую Троицу и одновременно напоминают об аграрной специфике Будённовского округа. Тринадцать ягод винограда, изображённые в правой части щита, перекликаются с «евангелистскими притчами о „виноградной лозе“ и двенадцатью апостолами, где Иисус Христос — тринадцатый», а также с числом сельских поселений, находившихся в составе упразднённого Будённовского района.
Тинктуры поля щита и фигур герба отражают его содержательную идею:
- зелень символизирует жизнь, радость, юность, надежду, весну, воспроизведение, природу, рай, изобилие, преуспевание, мир, триумф над смертью и цвет Троицы;
- золото сиволизирует солнце, просвещение, сакральные качества, неподверженность порче, мудрость, стойкость, знатность, честь, превосходство, мужское начало, богатство, совершенство, воссияние Божие, свет, озарение, гармонию и бессмертие[4].

## История
Работа по созданию геральдической символики Будённовского муниципального района была начата в 2007 году. Её инициатором выступила управляющая делами районной администрации Л. М. Демичева, которая впоследствии занималась решением вопросов организационного характера — начиная с разработки идеи герба и флага муниципального образования и заканчивая подготовкой символов района к утверждению в Геральдическом совете при Президенте РФ. В разработке районной символики принимали участие глава администрации С. А. Бондарев, депутат Совета района В. В. Омельченко, директор краеведческого музея истории Будённовского района Ю. Д. Обухов, художник ООО «Графика» И. Л. Проститов.
27 апреля 2007 года в администрации Будённовского района состоялось совещание с участием глав поселений, руководителей управлений, комитетов и отделов районной администрации, а также представителей общественности, в рамках которого обсуждалась идея создания символики. В ходе мероприятия также были рассмотрены представленные И. Л. Проститовым эскиз и описание проекта герба района. Представители администрации обратились к присутствующим с предложением принять личное участие в работе по созданию символики муниципального образования и оказать помощь в её организации среди населения.
3 мая 2007 года в газете «Вестник Прикумья» было опубликовано подготовленное пресс-службой районной администрации информационное сообщение о ходе разработки официальных символов Будённовского муниципального района, содержавшее обращённый к жителям района и города Будённовска призыв внести свои предложения по созданию символики муниципального образования. Все поступившие в администрацию предложения направлялись в геральдическую комиссию при губернаторе Ставропольского края и передавались И. Л. Проститову для доработки подготовленного им проекта герба. При разработке символики учитывались географические особенности Будённовского района, бо́льшая часть территории которого представляет собой низменную равнину, изрезанную долинами рек, а также муниципально-территориальное устройство района и занимаемые им лидирующие позиции по объёму производства зерна и винограда.

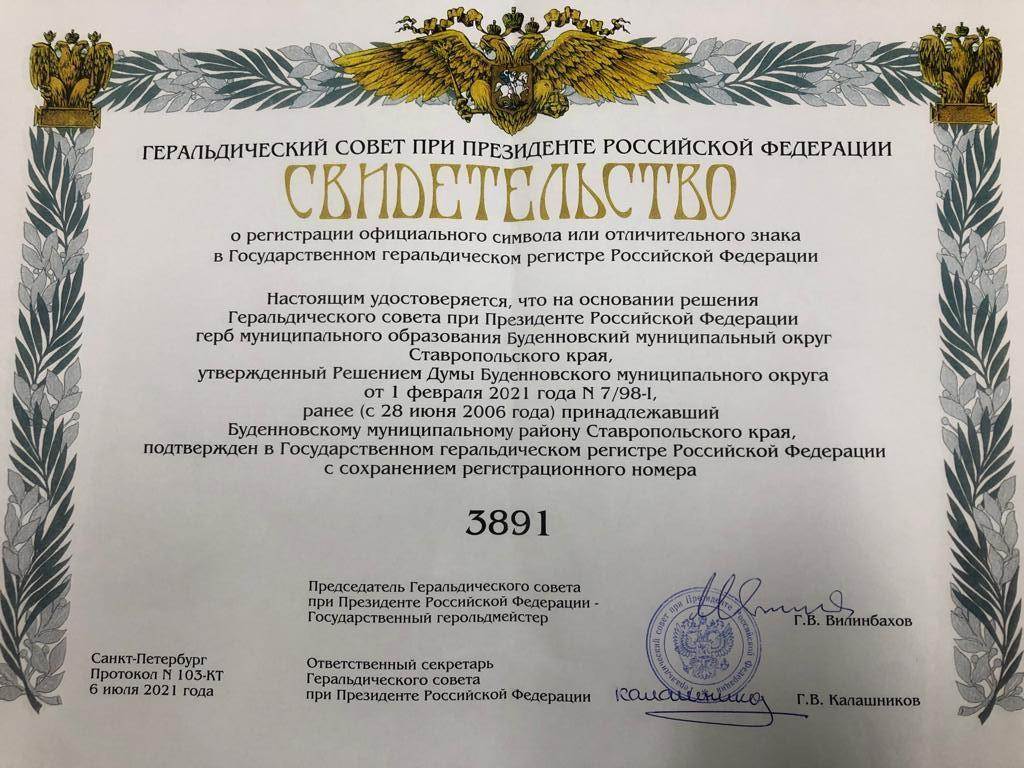
Свидетельство о регистрации герба Будённовского муниципального округа Ставропольского края в Государственном геральдическом регистре РФ

28 июня 2007 года районный совет утвердил официальные символы Будённовского муниципального района — герб и составленный на его основе флаг. 27 февраля 2008 года, после прохождения экспертизы в Геральдическом совете при Президенте РФ, герб муниципального образования получил регистрационный номер 3891.

Публичная презентация символики Будённовского района состоялась 14 октября 2007 года при праздновании Дня работника сельского хозяйства. В целях доведения символики до как можно более широкого круга населения информация о принятых гербе и флаге была опубликована в местной прессе, а в дополнение к этому администрация района издала буклет, в котором подробно излагались содержание и смысл официальных символов Будённовского района.— Охонько Н. А. Символы малой родины
27 марта 2008 года на заседании краевой геральдической комиссии заместителю главы района В. Ф. Купаеву было вручено свидетельство о государственной регистрации герба, утверждённое в Геральдическом совете при Президенте РФ.
16 марта 2020 года все муниципальные образования Будённовского муниципального района были объединены в Будённовский муниципальный округ.
Решением Думы Будённовского муниципального округа от 1 февраля 2021 г. № 7/98-I установлено, что герб и флаг, ранее принадлежавшие Будённовскому муниципальному району, используются в качестве официальных символов округа. Этим же решением утверждены новые положения о гербе и флаге.
6 июля 2021 года Геральдический совет при Президенте РФ своим решением подтвердил герб Будённовского муниципального округа в Государственном геральдическом регистре.